# Porto Real

Porto Real

Porto Real este un oraș în unitatea federativă Rio de Janeiro (RJ), Brazilia.